# Astra IVA
Astra IVA — сімейство потягів метро, що використовується у метро Бухаресту. Усього було побудовано 504 вагони (252 здвоєнних) з 1976 по 1993 рок на заводі ASTRA Vagoane S.A. у місті Арад, Румунія.
З 2007 року вагону поступово виводяться з експлуатації. З чотирьох діючих ліній вони залишились лише на M4. На січень 2017 року в експлуатації знаходилось 15 составів (з 90 вагонів).